# ディディエ・デシャン
ディディエ・クロード・デシャン（Didier Claude Deschamps, 1968年10月15日 - ）は、フランス・バイヨンヌ出身の元サッカー選手、現サッカー指導者。現役時代のポジションはミッドフィールダー、ディフェンダー。2012年7月8日よりフランス代表監督を務める。選手時代はイタリアのFCナント、ユヴェントスFC、フランスのオリンピック・マルセイユ、FCジロンダン・ボルドー、イングランドのチェルシーFC、スペインのバレンシアCFなどでプレーした。

## 経歴
1989年、対ユーゴスラビア戦でフランス代表デビュー。「将軍」ミシェル・プラティニ引退後、低迷を続けたレ・ブルー（Les Bleus、フランス代表の愛称）の不動のレギュラーとして奮闘した。
1996年の欧州選手権でベスト4に終わったことを受け、当時の代表監督エメ・ジャケは全幅の信頼を置いていたデシャンに主将を任命。1998年、地元開催のワールドカップにおいて、デシャンはピッチの内外でチームを牽引、決勝でブラジルを3-0で撃破してフランス代表はついに栄冠を勝ち取った。
その後フランスは、W杯優勝から2年後のEURO2000も制覇。ワールドカップと欧州選手権優勝という「スーパー・ダブル」を欧州で最初に達成したチームとなった。デシャンはこの快挙からほどなくして代表を引退。フランス代表歴代4位の103試合に出場（1位はリリアン・テュラムの142試合）、キャプテンマークを巻いて出場した試合数は56試合でプラティニの50試合を上回る。
クラブレベルでは、マルセイユ在籍時に2度の国内リーグ優勝、1992-93シーズンには欧州チャンピオンズカップを制覇した。1994年に強豪ユヴェントスに移籍した後はさらにタイトルに恵まれ、3度のスクデット（1994-95、1996-97、1997-98シーズン）をはじめ、1994-95シーズンのコッパ・イタリア、1995-96シーズンには自身2度目のチャンピオンズリーグ制覇。1995年のトヨタカップでは、アルゼンチンのリーベル・プレートを破り世界一となった。その後デシャンはイングランド・スペインのトップリーグを渡り歩き、2001年シーズン終了をもって選手生活に終止符を打った。
フランスに戻ったデシャンは、休む間もなくフランスリーグのASモナコ監督に就任。1年目こそ下位に甘んじたが、2年目の2002-03シーズンには2位に大躍進。それを受けて出場した2003-04シーズンのチャンピオンズリーグでは、並み居る強豪を打ち破り準優勝という快進撃を繰り広げた。しかし、2005-06シーズンの出だしにつまずき、9月に解任。
2006-07シーズンからは、自身の古巣でもあるイタリアのユヴェントスFCの指揮を執ることになった。しかし、同クラブは2005-06シーズンの審判などに対する不正疑惑によってセリエB降格、さらには勝ち点のマイナス状態からのスタートと言う厳しい処分が下され、それに伴う主力の選手の大量流出も予想されるなど厳しい局面での舵取りを余儀なくされたが、結果的には首位で昇格させることに成功。しかし優勝が決まった試合の直後、突然辞任を発表した。原因はフロントとの軋轢など、さまざまな憶測が飛び交った。
その後、デシャンはインタビューに応え、「当時、私とクラブの間では意見の相違があった。信頼と平穏に欠けた状況でユーベとともに前進することは困難だった。」と語った。しかし、退団を後悔しているという発言も交えた。
2009-10シーズンからは、フランスのマルセイユの監督に就任し、リーグカップ優勝で18シーズンぶりのタイトルを獲得すると、勢いに乗りリーグ優勝も果たした。
2011-12シーズンはチャンピオンズリーグでベスト8入りし、またリーグ・カップ3連覇を果たしたものの、リーグ戦では低迷。シーズン終了後の2012年7月にマルセイユ監督を辞任し、同年7月8日、ローラン・ブランの後任としてサッカーフランス代表監督に就任した。
2018 FIFAワールドカップにおいて、フランスを1998年以来2回目の優勝へ導いた。選手と監督の両方でワールドカップを制したのはマリオ・ザガロ、フランツ・ベッケンバウアーに続く史上3人目。

## 人物
- デシャンには3歳年上の兄フィリップがいたが、1987年12月21日に発生したエールフランス1919便墜落事故（フランス語版）により帰らぬ人となった[6]。

- 1998年から2000年にかけてのフランス代表の黄金期を支えたキャプテン。174cmとサッカー選手としては小柄ながらマラソンマンと呼ばれるほどの豊富な運動量と卓越した戦術眼で中盤を支え、ピッチ内の監督としてチームメイトを鼓舞し続けた。UEFAチャンピオンズリーグ、UEFA欧州選手権、FIFAワールドカップを制している。

- 2014年W杯に向けてのメンバー発表にてサミル・ナスリを外したことでナスリの恋人が激怒し、SNSでデシャンとフランス代表を侮辱した。さらにはワールドカップでチームが敗退した直後にナスリの恋人がまたもSNSで批判した。ここまでくるとさすがにデシャンも激怒し、ナスリの恋人相手に訴訟を起こした。

## 代表歴

### 出場大会
- フランス代表
  - 1998 FIFAワールドカップ

### 試合数
- 国際Aマッチ 103試合 4得点（1989年-2000年）[7][8]

| フランス代表 | 国際Aマッチ | 国際Aマッチ |
| 年           | 出場        | 得点        |
| ------------ | ----------- | ----------- |
| 1989         | 5           | 2           |
| 1990         | 6           | 1           |
| 1991         | 6           | 0           |
| 1992         | 11          | 0           |
| 1993         | 8           | 0           |
| 1994         | 4           | 0           |
| 1995         | 5           | 0           |
| 1996         | 12          | 0           |
| 1997         | 6           | 1           |
| 1998         | 17          | 0           |
| 1999         | 9           | 0           |
| 2000         | 13註1       | 0           |
| 通算         | 103         | 4           |

註1 フランスサッカー連盟は2000年8月16日に行われたFIFA選抜戦を国際Aマッチとして認めている。

## タイトル

### 選手時代

#### クラブ
オリンピック・マルセイユ
- ディヴィジオン・アン：1989–90, 1991–92
- UEFAチャンピオンズリーグ：1992-93

ユヴェントス
- セリエA：1994–95, 1996–97, 1997-98
- コッパ・イタリア：1994-95
- UEFAチャンピオンズリーグ：1995-96
- トヨタカップ：1996

チェルシー
- FAカップ：1999-2000

#### 代表
フランス代表
- FIFAワールドカップ：1998
- UEFA欧州選手権：2000

### 監督時代

#### クラブ
ASモナコ
- クープ・ドゥ・ラ・リーグ：2002-03

ユヴェントス
- セリエB：2006-07

オリンピック・マルセイユ
- リーグ・アン：2009-10
- クープ・ドゥ・ラ・リーグ：2009-10, 2010-11, 2011-12

#### 代表
フランス代表
- FIFAワールドカップ：2018
- UEFAネーションズリーグ：2020-21

### 個人タイトル・栄典
- フランス年間最優秀選手：1996
- FIFA 100
- リーグ・アン年間最優秀監督：2004
- FIFA最優秀監督賞：2018
- レジオンドヌール勲章シュヴァリエ：1998
- レジオンドヌール勲章オフィシエ：2018